# Kameno pole
Kameno pole (bulgariska: Камено поле) är ett distrikt i Bulgarien.   Det ligger i kommunen Obsjtina Roman och regionen Vratsa, i den nordvästra delen av landet, 70 km nordost om huvudstaden Sofia.
Omgivningarna runt Kameno pole är en mosaik av jordbruksmark och naturlig växtlighet. Runt Kameno pole är det ganska glesbefolkat, med 23 invånare per kvadratkilometer.